# Axel Revold
Axel Revold (Ålesund, 24 dicembre 1887 – Bærum, 11 aprile 1962) è stato un pittore e illustratore norvegese.

## Biografia
Era il figlio del mercante Julius Revold, e di sua moglie, Johanne Hjelpsten.

## Carriera
Studiò ingegneria a Kristiania nel 1906. Nel 1908 lasciò gli studi di ingegneria e si trasferì a Parigi come allievo di Henri Matisse per due anni e, in seguito, anche di Paul Cézanne e Kees van Dongen.
Tra i suoi dipinti vi sono Apasjer (1912) e Fiskere på Middelhavet (1914). Nella Galleria nazionale di Oslo vi sono oltre venti dei suoi dipinti, tra cui Italienerinne (1913), Fiskevær (1916), Morgen (1927) e Fiskerflåten Drar ut (1935), mentre presso il Palazzo reale di Oslo vi si trova Kongens Hjemkomst (1945). Dipinse anche affreschi.
Fu nominato professore presso l'Accademia Nazionale norvegese di Belle Arti (1925-1946). Nel 1941, durante l'occupazione della Norvegia da parte della Germania nazista, Revold dovette lasciare l'accademia. Insieme al collega, il professor Jean Heiberg, ricrearono un'accademia d'arte segreta a Oslo che venne chiamata "The Factory" (in norvegese: Fabrikken).

## Vita privata
Nel 1915 sposò Ingrid Müller. Nel 1929 sposò Irmelin Nansen, figlia di Fridtjof Nansen e Eva Nansen.
Morì in Bærum l'11 aprile 1962.